# Lázaros Fytális
Lázaros Fytális (grec moderne : Λάζαρος Φυτάλης) est un sculpteur grec, né en 1831 et mort en 1909.
Né à Tínos, il étudia à l'école des beaux-arts d'Athènes. Le sculpteur Leonídas Drósis fut son professeur. Au cours de sa carrière, il réalisa de nombreuses statues et bustes, exposés dans toute la Grèce. Il mourut en 1909 à Athènes.
Son frère aîné Geórgios Fytális fut également sculpteur.

## Œuvres
Parmi les sculptures de Lázaros Fytális figurent les statues du patriarche Grégoire V et de Konstantínos Kanáris à Athènes.

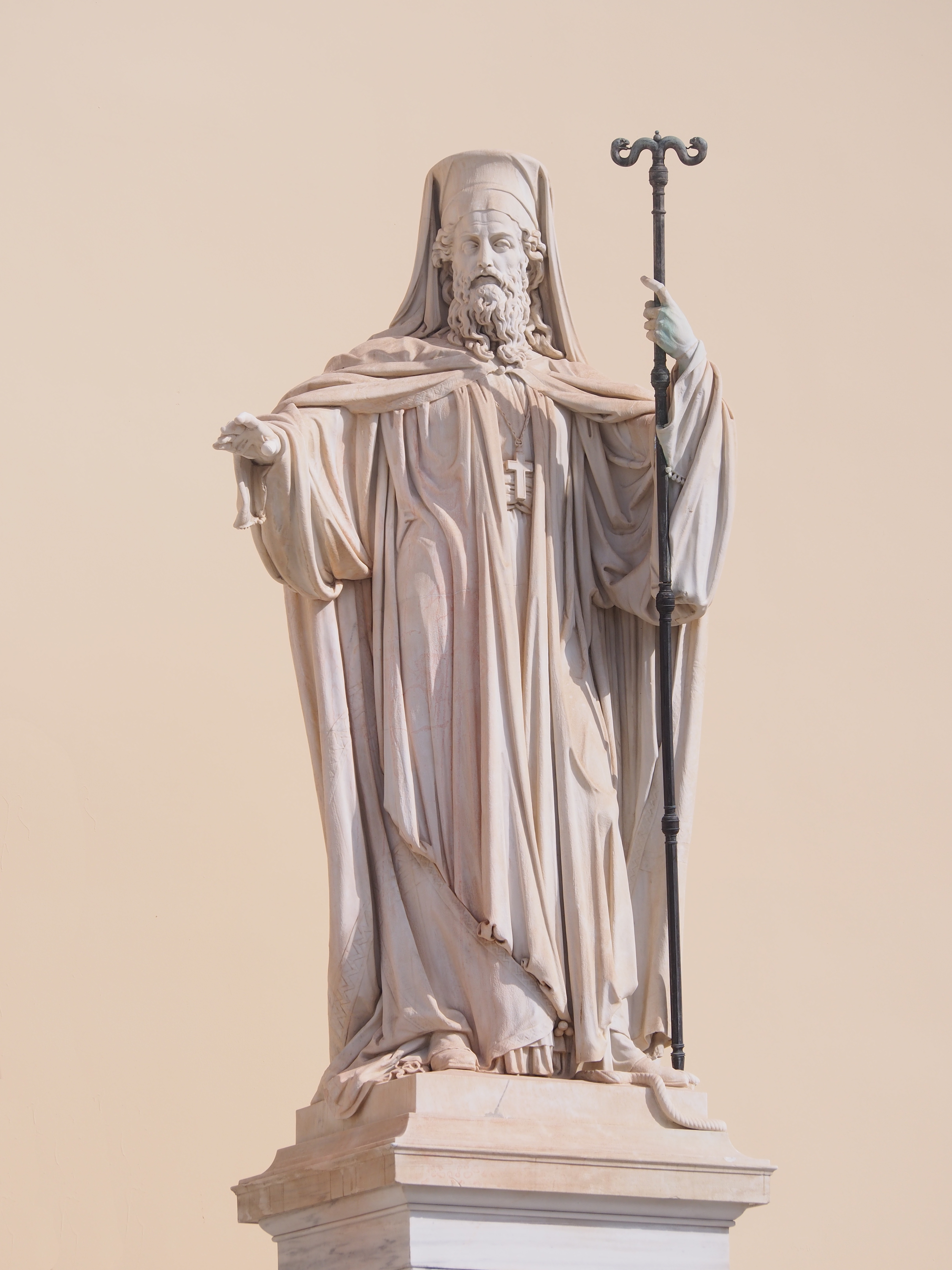
Statue du patriarche Grégoire V à l'Université d'Athènes
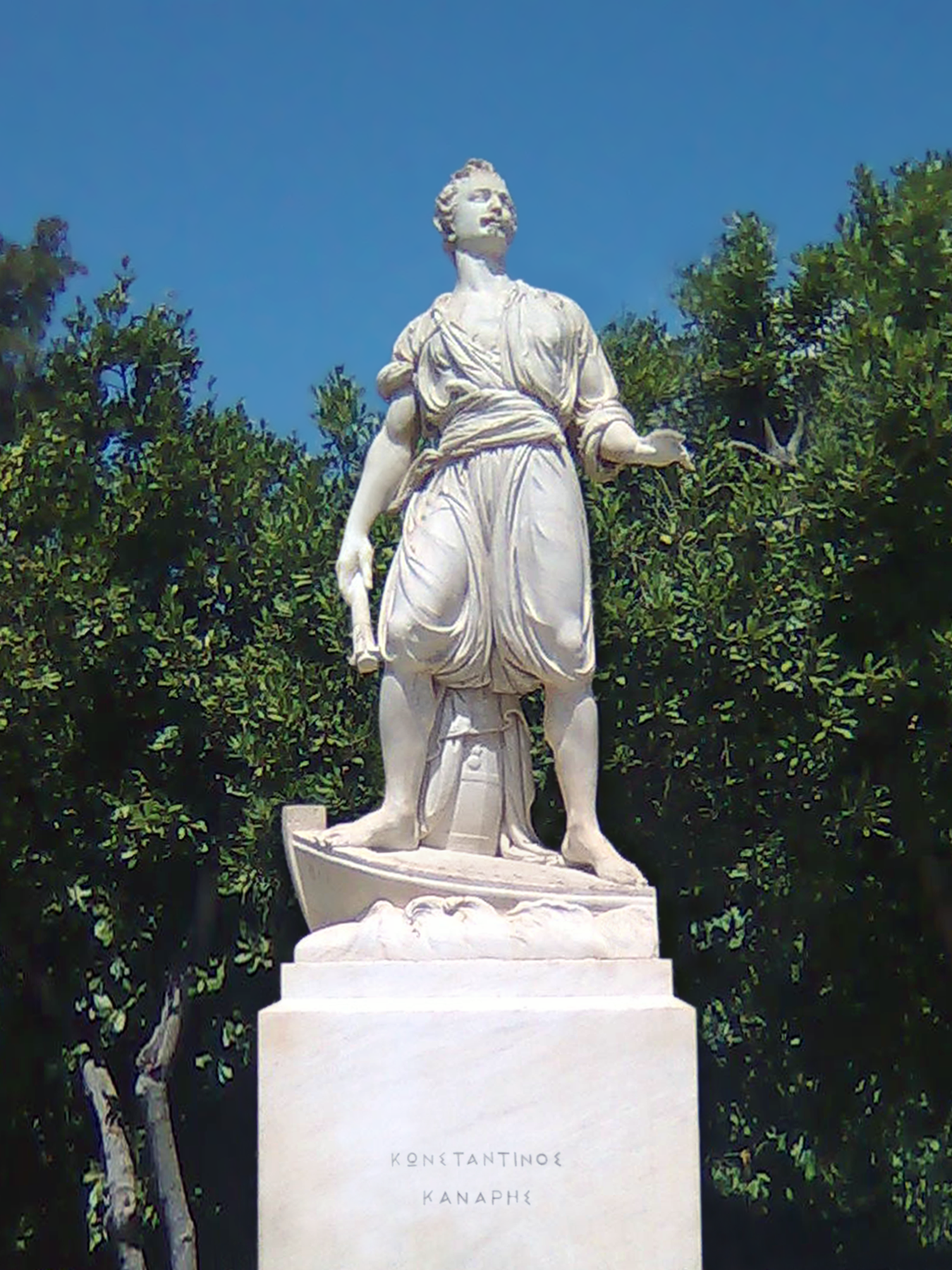
Statue de Konstantínos Kanáris à Kypseli, Athènes